# Сатурн (премія, 2005)
31-а церемонія вручення нагород премії «Сатурн» за заслуги в царині кінофантастики, зокрема в галузі наукової фантастики, фентезі та жахів за 2004 рік, яка відбулася 3 травня 2005 року.

## Лауреати і номінанти
Нижче наведено повний список номінантів та переможців. Переможці виділені жирним шрифтом.

### Фільми
| Найкращий актор | Найкраща акторка |
| --- | --- |
| - Тобі Магвайр — за роль Пітер Паркера / Людини-павука у фільмі Людина-павук 2 - Метт Деймон — за роль Джейсона Борна у фільмі Перевага Борна - Том Круз — за роль Вінсента у фільмі Співучасник - Джим Керрі — за роль Джоела Беріша у фільмі Вічне сяйво чистого розуму - Джонні Депп — за роль Джеймса Баррі у фільмі Чарівна країна - Крістіан Бейл — за роль Тревора Резніка у фільмі Машиніст                                                                      | - Бленчард Раян — за роль Сьюзен у фільмі Відкрите море - Ніколь Кідман — за роль Анни у фільмі Народження - Кейт Вінслет — за роль Клементини Кружинскі у фільмі Вічне сяйво чистого розуму - Джуліанна Мур — за роль Теллі Паретта у фільмі Забуте - Ума Турман — за роль Беатрікс Кіддо /«Чорної Мамби» у фільмі Убити Білла. Фільм 2 - Чжан Цзиї — за роль Xiao Mei у фільмі Будинок літаючих кинджалів                                                       |
| Найкращий актор другого плану | Найкраща акторка другого плану |
| - Девід Керрадайн — за роль Білла у фільмі Убити Білла. Фільм 2 - Альфред Моліна — за роль Отто Октавіуса/ Доктора Восьминіга у фільмі Людина-павук 2 - Гері Олдмен — за роль Сіріуса Блека у фільмі Гаррі Поттер і в'язень Азкабану - Джованні Рібізі — за роль Декстера "Декс" Дірборна у фільмі Небесний капітан і світ майбутнього - Лев Шрайбер — за роль Реймонда Шоу у фільмі Маньчжурський кандидат - Джон Туртурро — за роль Джона Шутера у фільмі Таємне вікно | - Деріл Ганна — за роль Еллі Драйвер у фільмі Убити Білла. Фільм 2 - Кім Бейсінгер — за роль Джессіки Мартін у фільмі Стільниковий - Ірма П. Холл — за роль Марви Мансон у фільмі Замочити бабцю - Меріл Стріп — за роль Елеанори Шоу у фільмі Маньчжурський кандидат - Діане Крюгер — за роль Абігейл Чейз у фільмі Скарб нації - Анджеліна Джолі — за роль Френкі у фільмі Небесний капітан і світ майбутнього                                                  |
| Найкращий молодий актор чи акторка | Найкращий сценарій |
| - Еммі Россум — за роль Христин Дайе у фільмі Привид опери - Перла Гейні-Джардін — за роль Бі-Бі у фільмі Убити Білла. Фільм 2 - Деніел Редкліфф — за роль Гаррі Поттера у фільмі Гаррі Поттер і в'язень Азкабану - Кемерон Брайт — за роль молодого Шона у фільмі Народження - Фреді Гаймор — за роль Пітера Левелін-Девіса у фільмі Чарівна країна - Джонатан Джексон — за роль Алана Паркера у фільмі Верхи на кулі                                                   | - Елвін Сарджент — Людина-павук 2 - Стюарт Бітті — Співучасник - Чарлі Кауфман — Вічне сяйво чистого розуму - Стів Кловз — Гаррі Поттер і в'язень Азкабану - Бред Берд — Суперсімейка - Квентін Тарантіно — Убити Білла. Фільм 2 |
| Найкращий режисер | Найкращий костюм |
| - Сем Реймі — Людина-павук 2 - Чжан Імоу — Будинок літаючих кинджалів - Альфонсо Куарон — Гаррі Поттер і в'язень Азкабану - Квентін Тарантіно — Убити Білла. Фільм 2 - Мішель Гондрі — Вічне сяйво чистого розуму - Майкл Манн — Співучасник | - Кевін Конран — Небесний капітан і світ майбутнього - Джені Теміме — Гаррі Поттер і в'язень Азкабану - Емі Вада — Будинок літаючих кинджалів - Венді Партрідж — Хеллбой - Габріелла Пескуччі та Карло Поджолі — Ван Хелсінг - Олександра Бірн — Привид опери |
| Найкращий грим | Найкращі спецефекти |
| - Джейк Гарбер, Метт Роуз і Майк Елізальде — Хеллбой - Грег Канном та Стів Ла Порт — Ван Хелсінг - Нік Дадман та Аманда Найт — Гаррі Поттер і в'язень Азкабану - Валлі О'Рейлі та Білл Корсо — Лемоні Снікет: 33 нещастя - Пол Джонс — Оселя зла: Апокаліпсис - Девід Лерой Андерсон та Маріо Качіоппо — Світанок мерців | - Джон Дикстра, Скотт Стокдик, Ентоні ЛаМолінара та Джон Фрейзер — Людина-павук 2 - Джон Нельсон, Ендрю Р. Джонс, Ерік Неш та Джо Леттері — Я, робот - Роджер Гайєтт, Тім Берк, Білл Джордж та Джон Річардсон — Гаррі Поттер і в'язень Азкабану - Скотт Сквайрс, Бен Сноу, Деніел Джанетт та Сід Даттон — Ван Хелсінг - Карен Е. Гулекас, Ніл Корбоулд, Грег Штраус та Ремо Балселлс — Післязавтра - Пітер Чанг, Пабло Хелман та Томас Дж. Сміт — Хроніки Ріддіка |
| Найкраща музика | Найкращий науково-фантастичний фільм |
| - Алан Сільвестрі — Ван Хелсінг - Майкл Джаккіно — Суперсімейка - Джон Вільямс — Гаррі Поттер і в'язень Азкабану - Едвард Ширмур — Небесний капітан і світ майбутнього - Алан Сільвестрі — Полярний експрес - Денні Ельфман — Людина-павук 2 | - Вічне сяйво чистого розуму - Ефект метелика - Післязавтра - Забуте - Я, робот - Небесний капітан і світ майбутнього |
| Найкращий пригодницький фільм, бойовик чи трилер | Найкращий фентезійний фільм |
| - Убити Білла. Фільм 2 - Авіатор - Перевага Борна - Співучасник - Маньчжурський кандидат - Скарб нації - Привид Опери | - Людина-павук 2 - Народження - Гаррі Поттер і в'язень Азкабану - Хеллбой: Герой з пекла - Лемоні Снікет: 33 нещастя - Будинок літаючих кинджалів |
| Найкращий фільм жахів | Найкращий анімаційний фільм |
| - Зомбі на ім'я Шон - Блейд: Трійця - Світанок мерців - Прокляття - Відкрите море - Пила: Гра на виживання - Ван Хелсінг | - Суперсімейка - Полярний експрес - Підводна братва - Шрек 2 |

### Телебачення
| Найкращий телесеріал | Найкращий телесеріал, зроблений для кабельного телебачення |
| --- | --- |
| - Загублені (ABC) - Шпигунка (ABC) - CSI: Місце злочину (CBS) - Зоряний шлях: Ентерпрайз (UPN) - Таємниці Смолвіля (WB) - Ангел (WB) | - Зоряна брама: SG-1 (Syfy) - Мертва зона (USA Network) - 4400 (USA Network) - Зоряна брама: Атлантида (Syfy) - Частини тіла (FX) - Мертві, як я (USA Network) |
| Найкращий телеактор | Найкраща телеакторка |
| - Бен Браудер — На краю Всесвіту: Битва за мир (SyFy) за роль Джона Крайтона - Метью Фокс — Загублені (ABC) за роль Джека Шепарда - Том Веллінг — Таємниці Смолвіля (WB) за роль Кларка Кента - Ноа Вайлі — Бібліотекар: У пошуках списа долі (TNT) за роль Флінна Карсона - Джуліен Макмайон — Частини тіла (FX) за роль Крістіана Троя - Річард Дін Андерсон — Зоряна брама: SG-1 (SyFy) за роль Джека О'Нілла | - Клаудія Блек — На краю Всесвіту: Битва за мир (SyFy) за роль Айрін Сун - Крістен Белл — Вероніка Марс (UPN) за роль Вероніки Марс - Еванджелін Ліллі — Загублені (ABC) за роль Кейт Остін - Дженніфер Гарнер — Шпигунка (ABC) за роль Сідні Брістов - Ембер Темблін — Джоан з Аркадії (CBS) за роль Джоан Джирарді - Енн Гейч — Знають тільки мертві (CBS) за роль Емілі Паркер         |
| Найкращий телеактор другого плану | Найкраща телеакторка другого плану |
| - Террі О'Квінн — Загублені (ABC) за роль Джона Лока - Майкл Шенкс — Зоряна брама: SG-1 (Showtime) за роль Деніела Джексона - Кайл Маклаклен — Бібліотекар: У пошуках списа долі (TNT) за роль Едварда Вайлда - Домінік Монаґан — Загублені (ABC) за роль Чарлі Пейса - Майкл Розенбаум — Таємниці Смолвіля (WB) за роль Лекса Лютора - Джеймс Марстерс – Ангел (WB) за роль Спайка                              | - Аманда Таппінг — Зоряна брама: SG-1 (Syfy) за роль Саманти Картер - Емі Екер — Ангел (WB) за роль Вініфред Беркл - Саманта Метіс — Салемз Лот (TNT) за роль Сьюзен Нортон - Еріка Дюранс — Таємниці Смолвіля (WB) за роль Лоїс Лейн - Соня Волгер — Бібліотекар: У пошуках списа долі (TNT) за роль Ніколь Нун - Торрі Хіггінсон — Зоряна брама: Атлантида (Syfy) за роль Елізабет Вейр |
| Найкраща телевізійна презентація | |
| - На краю Всесвіту: Битва за мир (SyFy) - Салемз Лот (TNT) - Бібліотекар: У пошуках списа долі (TNT) - Чарівник Земномор'я (SyFy) - П'ять днів до півночі (SyFy) - Мертві розкажуть (CBS) | |

### Домашня колекція
| Найкращий DVD або Blu-ray фільм | Найкращий DVD класичний фільм |
| --- | --- |
| - Зоряний десант 2: Герой Федерації - Гра Ріплі - Втрачений скелет Кадаври - Король Лев 1½ - Біонікле 2: Легенди Метру Нуї - Ju-On: Злоба | - Світанок мерців (Останнє видання) - Дуель - THX 1138 - Потвори - Безстрашні вбивці вампірів - Аладдін |
| Найкращий DVD або Blu-ray спецвипуск | Найкращий телевізійний DVD-реліз |
| - Володар перснів: Повернення короля (Розширене видання) - Хроніки Ріддіка (Режисерська версія без рейтингу) - Шрек 2 (Спеціальне видання) - Людина-павук 2 (Спеціальне видання) - Король Артур (Розширене видання без оцінки) - Хеллбой (Режисерська версія) | - Таємниці Смолвіля (2 і 3 сезони) - Зоряний шлях: Вояджер (Сезони 1–7) - Зморшка в часі - Баффі — переможниця вампірів (2 і 3 сезони) - На краю Всесвіту (4 сезон) - Сімпсони (4 і 5 сезони)                        |
| Найкраща колекція DVD фільмів | Найкращий ретро-серіал на DVD |
| - Оригінальна трилогія «Зоряних війн» - Найкраще Еббота і Костелло 1 – 3 - Брати Маркс Срібна колекція - Монстр Колекція спадщини - Тарзан Колекція - Ультиматум Матрична колекція                                                                            | - Зоряний шлях: Оригінальний серіал — Повна серія - Мій улюблений марсіанин — 1 сезон - Земля загублених — Сезони 1 і 2 - Джонні Квест — Повна серія - Нічна галерея — 1 сезон - Загублений у космосі — Сезони 1 і 2 |

### Особливі нагороди
| Нагорода                                           | Лауреати |
| -------------------------------------------------- | --- |
| За досягнення в кар'єрі (Life Career Award)        | • Том Ротман |
| За досягнення в кар'єрі (Life Career Award)        | • Стівен Дж. Каннелл |
| Спеціальна нагорода (Special Recognition Award)    | • Зоряний шлях франшиза з 1987 по 2005 рік (Зоряний шлях: Наступне покоління, Зоряний шлях: Глибокий космос 9, Зоряний шлях: Вояджер, Зоряний шлях: Ентерпрайз) |
| Виставка кінорежисера (Filmmaker's Showcase Award) | • Керрі Конран |
| Нагорода за заслуги (Service Award)                | • Білл Лібовіц |